# 法式善
法式善（穆麟德轉寫：Faššan；1753年—1813年），原名運昌，字開文，號時帆，又號梧門、陶庐、小西涯居士。蒙古爾濟氏、又爾吉氏、勒濟氏、伍堯氏，內務府正黃旗包衣管領下蒙古人（属内务府正黄旗蒙古姓满洲旗人）。进士出身，清朝詩人、學者，官至國子監祭酒。工诗，善书画。

## 生平
法式善生於乾隆十八年（1753年）正月十七日，本名運昌，其生父广顺为乾隆二十五年庚辰恩科顺天乡试举人，广顺师从进士翁方纲。法式善在乾隆四十四年己亥恩科中举人，乾隆四十五年（1780年）考中庚子恩科三甲進士（榜名运昌，时隶内务府正黄旗蒙古九格管领下，据《钦定八旗通志：进士》），選庶吉士，散館授檢討，遷國子監司業。乾隆五十年（1785年），高宗親臨辟雍時，其率諸生聽講，各獲賞賜。奉旨改名“法式善”，即滿語“竭力有爲”之意。曾任《四庫全書》提調。乾隆五十九年（1794年）擢國子監祭酒。仕途多舛，以病乞歸，長期在北京居住。法式善所居地安門北，正是明朝李東陽住所舊址。
曾被阿桂、丰绅济伦极力推荐，但为嘉庆不喜。嘉庆硃批：豐紳濟倫濫保法式善，並未深知法式善平日聲名才具，僅以在伊家課。讀嘉慶十八年（1813年）二月初五卒。《清史稿·文苑傳》有傳。
乾隆四十二年，法式善和内务府正白旗苏完富察氏徵瑞侄女结婚，其妻来自尚书德保 (清朝)胞弟德元妻子富察氏家族，遂次年他和妻子入住德元家，和德元子英贵，即大臣英和的堂兄弟，一起读书。德元子英贵后亦娶法式善妻子富察氏家侄女为妻，即徵瑞侄孙女。此支傅察氏亦有科举良卿、經聞、錫榮、興恩、貴誠等人。
乾隆五十八年（1793），成立“城南诗社”，与王芑孙、劉錫五等被称为“城南八友”，聚会地有陶然亭（今陶然亭公园）。又常与诗友集结于极乐寺。京师家居名“且园”，内设“诗龛”室，供诗友雅集与诗画收藏之用。又与内务府正黄旗汉军百龄、内务府正白旗满洲英和、翰林编修謝振定、正白旗满洲画家夢禪居士瑛寶（孙儿恩隆）时有唱和往来。
法式善曾师从内务府正白旗满洲、禮部尚書德保 (清朝)和德保兄弟德元。法式善在京时，交际广泛，亦拜师汉人翰林曹秀先、周煌等人为师，其中周煌为其好友张问陶原配周氏之父，而张问陶继妻之父四川布政使林儁正为傅恒、福康安家仆，法式善曾被傅恒妻那拉氏聘为长孙丰绅济伦之子的家教。丰绅济伦继妻伊尔根觉氏是法式善女婿世泰的姐姐。
阮元作《梧门先生年谱》。进士诗人李鑾宣作《法时帆祭酒挽诗三首》。

## 成就
法式善工詩，“主盟坛坫三十年”，作品甚多，有《存素堂诗初集》二十四卷及《续集》（袁枚、洪亮吉等序）、《诗稿》。另有筆記《梧门诗话》（收录1200余位诗人）、《槐廳載筆》、《陶盧雜錄》（翁方纲序）、《清秘述聞》（1799，阮元题签）、《八旗诗话》（录清初至乾隆年间八旗文人252位）等。有现代版《法式善诗文集》（2015）。任《四库全书》翰林院提調官，《欽定全唐文》總纂官，详校《四库全书》本宋李诫《营造法式》（乾隆四十六年（1781）刊本），与内务府正黄旗汉军进士德生 (乾隆进士)共同担任《四库全书》本满文版《御制翻译易经》的覆堪（审核）。编《明李文正（李东阳）公年谱》。

## 收藏
法式善喜收藏，藏书万卷，其书画收藏印有“法式善鉴藏印”、“梧门诗草”、“梧门书画之章”、“伍尧氏”、“诗龛漫识”、“詩龕鑑臧”、“詩龕墨緣”、“陶庐藏书”、“文曰堂堂堂印”、“存素堂珍藏”、“诗龛居士存素堂图书印”、“诗龛书画印”、“时帆珍玩”、“小西涯居士”、“诗里求人，龛中取友，我怀如何，王孟韦柳”、“玉延秋馆”等。曾收藏宗室文昭（王士禛诗弟子，祖父固山贝子彰泰）的《紫幢轩诗》，师友翁方綱赠与法式善的《翁方綱行書臨<群玉堂帖卷八>》十二開冊，蓝瑛《山水图》，清代《玉延秋馆图卷及题咏》手卷等。

## 家庭
根据法式善父广顺乾隆二十五年同年齿录、法式善堂弟伊常阿道光十五年顺天乡试齿录、法式善堂侄桂芬道光二十三年顺天乡试齿录、法式善堂侄桂濬咸丰元年顺天乡试齿录、法式善嗣孙來秀的道光三十年同年齿录、台湾故宫权威资料和第一历史档案库整理。法式善原名运昌，蒙古尔济氏或勒济氏，后乾隆赐名法式善，记为伍尧氏（蒙古尔济氏与伍尧氏均列入《八旗满洲氏族通谱》卷67、70满洲旗分内的蒙古姓氏）。
- 始祖福乐或代通（c.1610s-?），来自蒙古察哈尔，从龙入关。
- 高祖孟成（又梦成，c.1640s-?），内务府管领、郎中。妻陈氏。胞兄烏達器，其子長安。
- 曾祖六格（又陆格，c.1670s-?），内务府郎中，内务府正黄旗包衣第三叅领第一管领、第五叅领第二管领（卒于任）。妻王氏、胡氏和赵氏。
  - 胞弟五格（又乌达器），法式善生父广顺的养祖父，妻陶氏；其子常安（又長安）。六格和五格还有两兄弟内务府主事贵星保和某人。
- 祖父平安（c.1700s-?），内务府员外郎。妻赵氏、张氏和冯氏。广顺养父常安（又长安），圆明园笔帖式，妻赫舍里氏（父护军参领巴什）。
- 叔祖保安（又孟保安），雍正七年（1729）己酉科举人（时隶内务府正黄旗蒙古管领甕武图下，据《钦定八旗通志：文举》）；明安（太学生），穆隆阿（内务府笔帖式），阿隆阿（圆明园库掌苑副，娶韩氏），永安。
- 生父廣順（字熙若，号秀峰，1734-1794），乾隆二十五年（1760）庚辰科举人（时隶内务府正黄旗蒙古管领清平下，据《钦定八旗通志：文举》），内务府织染局司库。妻生母伊尔根觉罗氏（汉称为赵氏，父养心殿造办处库掌花善，负责管理清宫绘画和景泰蓝制作，如曾经派出为郎世宁、金昆所作《乾隆皇帝大阅图》监看之专员）。廣順之墓在顺义县水泉乡西原，王芑孫作《内务府广公墓志铭》（载王芑孫《淵雅堂全集》卷12，1815）。
- 养父（伯父）和順（c.1730s-1762），圆明园银库库掌，廣順将法式善过继给其兄和顺，故在广顺的同年齿录里称法式善（运昌）为其侄。养母韓氏 (名韩寂，字譁，号端靜閒人），诰赠太淑人，著有《带绿草堂诗集》，为法式善幼年时期的诗文启蒙老师；其父内务府正黄旗汉军、骁骑校韓錦（字静存），由内兄高恒奏派充淮关委员，祖父三等侍衞韓玉仁，曾祖韩定国；母高佳氏三姐（父镶黄旗满洲文定公高斌，胞姊高佳氏封乾隆帝之慧賢皇貴妃；胞姊高佳氏嫁镶蓝旗满洲西林覺羅氏鄂實，其父一等襄勤伯鄂尔泰；嫡堂姊高佳氏系正蓝旗汉军胡氏吉惠之高祖母、光緒二年（1876年）丙子恩科进士胡俊章之太高祖母））。
- 伯叔，即廣順同辈兄弟，有和顺、信顺（造办处催长）、德顺（内务府官三仓仓掌）、同顺（比法式善年幼）、义顺（造办处六品库掌）、百顺、吉顺（畅春园苑丞陞内管领）。
- 姑母伍堯氏，嫁内务府镶黄旗满洲、乾隆壬辰科進士他塔喇氏圖敏（父乾隆戊午舉人、常州府知府、河南河陝汝道福安）。其女他塔喇氏，嫁正白旗滿洲、嘉慶己巳恩科進士拜都氏鍾昌 (嘉慶進士)。
- 妻富察氏或傅察氏（乾隆四十二年成婚，嘉庆九年卒，内务府正白旗满洲苏完富察氏，家族有总管内务府大臣徵瑞、进士良卿等），李氏（父内务府正白旗汉军、内务府郎中兼内务府正黃旗護軍統領李延强，属雍正朝总管内务府大臣李延禧家族），刘氏。
- 同辈兄弟：亲兄弟会昌、恩昌、寿昌（内管领）；堂兄弟庆昌（武英殿笔帖式）、荣昌（内务府官三仓仓掌）、伊清阿（武英殿笔帖式）、伊昌阿（伊常阿，道光乙未恩科举人，外放甘肃，同治索焕章回乱时，署镇迪道，和侄子桂联及都统平瑞阵亡，赠三品光禄寺卿衔）、伊精阿（国学生）、伊陞阿（御膳房拜唐阿）。
- 子桂馨（母李氏），嘉慶辛未科進士，候补内阁中书，在其父法式善去世两年后于嘉庆二十年早逝。原配妻章佳氏（父正白旗满洲、三等子那彥成，祖父直隸總督阿思達，曾祖一等誠謀英勇公阿桂）；继妻索綽絡氏（父内务府正白旗满洲、乾隆癸丑科進士英和，祖父乾隆二年丁巳恩科進士德保）。法式善好友张问陶妻林颀为其出生作桂馨图。
- 侄子桂芬（字岭芳，号古香），法式善叔叔畅春园苑丞陞内管领吉顺之孙，堂兄弟武英殿笔帖式伊清阿之子，道光23年科举人，善书画，同治朝官云南河阳县知县。胞弟候补通判桂联，同治索焕章回乱时，和胞叔护理镇迪道伊常阿、都统平瑞等阵亡，朝廷祭恤；桂濬（荣昌子，德顺孙，保安曾孙，字性源号虞川，娶内务府正黄旗汉军张氏骁骑校嵩峻之女），候选盐场大使国史馆行走，咸丰元年科举人，国子监繩愆廳监丞；桂瀚（桂濬胞弟），寧壽宫笔帖式。
- 女伍堯氏（母富察氏），嫁正紅旗滿洲、雲南騰越鎮總兵伊爾根覺羅氏世泰（父乾隆四年己未科繙譯進士文敬公三寶，三寶有七女，一半嫁入皇室，一人嫁傅恒孙乾隆外孙丰绅济伦）。
- 女伍堯氏（母李氏），嫁宗室雲奎（父成都副都统宗室東林）。其子宗室恩繼，左翼宗學副管。
- 女伍堯氏（母刘氏），嫁内务府正黄旗广储司六库郎中张佳氏启元（父福森，又福宁，曾任六库郎中、長蘆鹽政兼天津关监督、奉宸苑卿、武備院卿、上駟院卿、兩淮鹽政，办理漆飾大行皇帝梓宮；伯父福英，九江关监督；祖父额尔登布，曾任九江关监督、热河总管、杭州织造、粤海关监督，为福康安、福隆安属下，与前任粤监督佛宁、和珅有交往，见《和珅供词》；胞兄启承，造办处郎中，其女张佳氏嫁宗室瑞观）。
- 孙女伍堯氏，嫁正紅旗滿洲伊爾根覺羅氏文璲（父云南腾越镇總兵世泰，母张氏；祖父大学士三寶）。
- 养孙道光庚戌进士來秀（生父正红旗满洲、云南腾越镇總兵伊爾根覺羅氏世泰，生祖父大学士三寶）。嫡妻博尔济吉特氏。继妻完顏氏妙蓮保（胞兄系内务府镶黄旗满洲、來秀道光三十年（1850）庚戌科同榜进士崇實，父嘉慶己巳科進士麟慶）。因法式善之子桂馨早逝无子，法式善叔叔内管领吉顺呈请将桂馨姐夫世泰之三子文锦过继为嗣，改名來秀。胞兄二：文都（妻闽浙总督慧成胞姊戴佳氏）、文璲（妻伍堯氏，法式善孙女，桂馨女）。來秀又与姻戚正蓝旗汉军胡氏吉惠系道光二十六年（1846）丙午科顺天乡试、道光三十年（1850）庚戌科进士均同榜。
- 好友：福康安家世仆四川布政使林儁女婿张问陶、王芑孫、赵怀玉等。法式善好友张问陶妻林颀为其子桂馨出生作画。父亲广顺中举时的业师为进士翁方纲、举人周震荣。法式善之师为尚书德保、德元兄弟、太子太傅周煌等。

## 延伸阅读
[在维基数据编辑]
 《清史稿·卷485》，出自趙爾巽《清史稿》

## 外部連結
- 法式善 （页面存档备份，存于） 中研院史語所